# Danh sách Giáo phận Công giáo tại châu Phi
Châu Phi là một châu lục đa sắc tộc, đa tôn giáo. Do ảnh hưởng của thời kì thuộc La Mã, Bắc và Trung Phi chịu ảnh hưởng của Kitô giáo nói chung khá mạnh mẽ tại khu vực này, trước khi người Hồi giáo nổi lên. Từ cuối thời Trung Cổ, các nước phương Tây, trong đó có các đế quốc theo Giáo hội Công giáo Rôma, tiến hành xâm lược thuộc địa tại châu lục này. Ngày nay, Giáo hội Công giáo Rôma phát triển rộng, trừ khu vực Bắc Phi, nơi đa số là người Hồi giáo. Từ cuối thế kỉ 20, các giáo phái Kitô giáo phát triển nhanh, trong đó có Giáo hội Công giáo Rôma, nhiều Hồng y tại khu vực này từng được nhắc đến như một ứng viên cho ngai Giáo hoàng.

## Danh sách Giáo phận

### Hội đồng Giám mục Algeria
Giáo tỉnh Alger
- Tổng giáo phận Alger
  - Giáo phận Constantine
  - Giáo phận Oran

### Hội đồng Giám mục Angola
Giáo tỉnh Huambo
- Tổng giáo phận Huambo
  - Giáo phận Benguela
  - Giáo phận Kwito-Bié

Giáo tỉnh Luanda
- Tổng giáo phận Luanda
  - Giáo phận Cabinda
  - Giáo phận Caxito
  - Giáo phận Mbanza Congo
  - Giáo phận Sumbe
  - Giáo phận Viana

Giáo tỉnh Lubango
- Tổng giáo phận Lubango
  - Giáo phận Menongue
  - Giáo phận Ondjiva

Giáo tỉnh Malanje
- Tổng giáo phận Malanje
  - Giáo phận Ndalatando
  - Giáo phận Uije

Giáo tỉnh Saurímo
- Tổng giáo phận Saurímo
  - Giáo phận Dundo
  - Giáo phận Lwena

### Hội đồng Giám mục Benin
Giáo tỉnh Cotonou
- Tổng giáo phận Cotonou
  - Giáo phận Abomey
  - Giáo phận Dassa-Zoumé
  - Giáo phận Lokossa
  - Giáo phận Porto Novo

Giáo tỉnh Parakou
- Tổng giáo phận Parakou
  - Giáo phận Abomey
  - Giáo phận Djougou
  - Giáo phận Kandi
  - Giáo phận Natitingou
  - Giáo phận N’Dali

### Hội đồng Giám mục Bờ Biển Ngà
Giáo tỉnh Abidjan
- Tổng giáo phận Abidjan
  - Giáo phận Agboville
  - Giáo phận Grand-Bassam
  - Giáo phận Yopougon

Giáo tỉnh Bouaké
- Tổng giáo phận Bouaké
  - Giáo phận Abengourou
  - Giáo phận Bondoukou
  - Giáo phận Yamoussoukro

Giáo tỉnh Gagnoa
- Tổng giáo phận Gagnoa
  - Giáo phận Daloa
  - Giáo phận Man
  - Giáo phận San Pedro-en-Côte d'Ivoire

Giáo tỉnh Korhogo
- Tổng giáo phận Korhogo
  - Giáo phận Katiola
  - Giáo phận Odienné

### Hội đồng Giám mục Burkina Faso
Giáo tỉnh Bobo-Dioulasso
- Tổng giáo phận Bobo-Dioulasso
  - Giáo phận Banfora
  - Giáo phận Dédougou
  - Giáo phận Diébougou
  - Giáo phận Nouna

Giáo tỉnh Koupéla
- Tổng giáo phận Koupéla
  - Giáo phận Dori
  - Giáo phận Fada N’Gourma
  - Giáo phận Kaya

Giáo tỉnh Ouagadougou
- Tổng giáo phận Ouagadougou
  - Giáo phận Koudougou
  - Giáo phận Manga
  - Giáo phận Ouahigouya

### Hội đồng Giám mục Burundi
Giáo tỉnh Bujumbura
- Tổng giáo phận Bujumbura
  - Giáo phận Bubanza
  - Giáo phận Bururi

Giáo tỉnh Gitega
- Tổng giáo phận Gitega
  - Giáo phận Muyinga
  - Giáo phận Ngozi
  - Giáo phận Ruyigi

### Hội đồng Giám mục Cameroon
Giáo tỉnh Bamenda
- Tổng giáo phận Bamenda
  - Giáo phận Buéa
  - Giáo phận Kumbo
  - Giáo phận Mamfe

Giáo tỉnh Bertoua
- Tổng giáo phận Bertoua
  - Giáo phận Batouri
  - Giáo phận Doumé–Abong’ Mbang
  - Giáo phận Yokadouma

Giáo tỉnh Douala
- Tổng giáo phận Douala
  - Giáo phận Bafoussam
  - Giáo phận Edéa
  - Giáo phận Eséka
  - Giáo phận Nkongsamba

Giáo tỉnh Garoua
- Tổng giáo phận Garoua
  - Giáo phận Maroua-Mokolo
  - Giáo phận Ngaoundéré
  - Giáo phận Yagoua

Giáo tỉnh Yaoundé
- Tổng giáo phận Yaoundé
  - Giáo phận Bafia
  - Giáo phận Ebolowa
  - Giáo phận Kribi
  - Giáo phận Mbalmayo
  - Giáo phận Obala
  - Giáo phận Sangmélima

### Hội đồng Giám mục Chad
Giáo tỉnh N'Djamena
- Tổng giáo phận N'Djamena
  - Giáo phận Doba
  - Giáo phận Goré
  - Giáo phận Lai
  - Giáo phận Moundou
  - Giáo phận Pala
  - Giáo phận Sarh
  - Hạt giám chức Tòng thổ Mongo

### Hội đồng Giám mục Congo
Giáo tỉnh Brazzaville
- Tổng giáo phận Brazzaville
  - Giáo phận Dolisie
  - Giáo phận Gamboma
  - Giáo phận Impfondo
  - Giáo phận Kinkala
  - Giáo phận Nkayi
  - Giáo phận Ouesso
  - Giáo phận Owando
  - Giáo phận Pointe-Noire

### Hội đồng Giám mục CHDC Congo
Giáo tỉnh Bukavu
- Tổng giáo phận Bukavu
  - Giáo phận Butembo-Beni
  - Giáo phận Goma
  - Giáo phận Kasongo
  - Giáo phận Kindu
  - Giáo phận Uvira

Giáo tỉnh Kananga
- Tổng giáo phận Kananga
  - Giáo phận Kabinda
  - Giáo phận Kole
  - Giáo phận Luebo
  - Giáo phận Luiza
  - Giáo phận Mbujimayi
  - Giáo phận Mweka
  - Giáo phận Tshumbe

Giáo tỉnh Kinshasa
- Tổng giáo phận Kinshasa
  - Giáo phận Boma
  - Giáo phận Idiofa
  - Giáo phận Kenge
  - Giáo phận Kikwit
  - Giáo phận Kisantu
  - Giáo phận Matadi
  - Giáo phận Popokabaka

Giáo tỉnh Kisangani
- Tổng giáo phận Douala
  - Giáo phận Bondo
  - Giáo phận Bunia
  - Giáo phận Buta
  - Giáo phận Doruma-Dungu
  - Giáo phận Isangi
  - Giáo phận Isiro-Niangara
  - Giáo phận Mahagi-Nioka
  - Giáo phận Wamba

Giáo tỉnh Lubumbashi
- Tổng giáo phận Lubumbashi
  - Giáo phận Kalemie-Kirungu
  - Giáo phận Kamina
  - Giáo phận Kilwa-Kasenga
  - Giáo phận Kolwezi
  - Giáo phận Kongolo
  - Giáo phận Manono
  - Giáo phận Sakania-Kipushi

Giáo tỉnh Mbandaka-Bikoro
- Tổng giáo phận Mbandaka-Bikoro
  - Giáo phận Basankusu
  - Giáo phận Bokungu-Ikela
  - Giáo phận Budjala
  - Giáo phận Lisala
  - Giáo phận Lolo
  - Giáo phận Molegbe

### Hội đồng Giám mục Ethiopia và Eritrea
Giáo tỉnh Addis Abeba
- Tổng giáo phận Addis Abeba
  - Giáo phận Adigrat
  - Giáo phận Asmara
  - Giáo phận Barentu
  - Giáo phận Emdeber
  - Giáo phận Keren
  - Giáo phận Segheneity

### Hội đồng Giám mục Gabon
Giáo tỉnh Libreville
- Tổng giáo phận Libreville
  - Giáo phận Franceville
  - Giáo phận Mouila
  - Giáo phận Oyem
  - Giáo phận Port-Gentil

### Hội đồng Giám mục Ghana
Giáo tỉnh Accra
- Tổng giáo phận Accra
  - Giáo phận Ho
  - Giáo phận Jasikan
  - Giáo phận Keta-Akatsi
  - Giáo phận Koforidua

Giáo tỉnh Cape Coast
- Tổng giáo phận Cape Coast
  - Giáo phận Sekondi-Takoradi
  - Giáo phận Wiawso

Giáo tỉnh Kumasi
- Tổng giáo phận Kumasi
  - Giáo phận Goaso
  - Giáo phận Konongo-Mampong
  - Giáo phận Obuasi
  - Giáo phận Sunyani

Giáo tỉnh Tamale
- Tổng giáo phận Tamale
  - Giáo phận Damongo
  - Giáo phận Navrongo-Bolgatanga
  - Giáo phận Wa
  - Giáo phận Yendi

### Hội đồng Giám mục Guinea
Giáo tỉnh Conakry
- Tổng giáo phận Conakry
  - Giáo phận Kankan
  - Giáo phận N’Zérékoré

### Hội đồng Giám mục Guinea Xích đạo
Giáo tỉnh Malabo
- Tổng giáo phận Malabo
  - Giáo phận Bata
  - Giáo phận Ebebiyin

### Hội đồng Giám mục Kenya
Giáo tỉnh Kisumu
- Tổng giáo phận Kisumu
  - Giáo phận Bungoma
  - Giáo phận Eldoret
  - Giáo phận Homa Bay
  - Giáo phận Kakamega
  - Giáo phận Kisii
  - Giáo phận Kitale
  - Giáo phận Lodwar

Giáo tỉnh Mombasa
- Tổng giáo phận Mombasa
  - Giáo phận Garissa
  - Giáo phận Malindi

Giáo tỉnh Nairobi
- Tổng giáo phận Nairobi
  - Giáo phận Kericho
  - Giáo phận Kitui
  - Giáo phận Machakos
  - Giáo phận Nakuru
  - Giáo phận Ngong

Giáo tỉnh Nyeri
- Tổng giáo phận Nyeri
  - Giáo phận Embu
  - Giáo phận Maralal
  - Giáo phận Marsabit
  - Giáo phận Meru
  - Giáo phận Muranga
  - Giáo phận Nyahururu

### Hội đồng Giám mục Lesotho
Giáo tỉnh Maseru
- Tổng giáo phận Maseru
  - Giáo phận Mohale’s Hoek
  - Giáo phận Qacha’s Nek

### Hội đồng Giám mục Liberia
Giáo tỉnh Monrovia
- Tổng giáo phận Monrovia
  - Giáo phận Cape Palmas
  - Giáo phận Gbarnga

### Hội đồng Giám mục Madagascar
Giáo tỉnh Antananarivo
- Tổng giáo phận Antananarivo
  - Giáo phận Ambatondrazaka
  - Giáo phận Antsirabé
  - Giáo phận Miarinarivo
  - Giáo phận Moramanga
  - Giáo phận Tsiroanomandidy

Giáo tỉnh Antsiranana
- Tổng giáo phận Antsiranana
  - Giáo phận Ambanja
  - Giáo phận Fenoarivo Atsinanana
  - Giáo phận Mahajanga
  - Giáo phận Port-Bergé
  - Giáo phận Toamasina

Giáo tỉnh Fianarantsoa
- Tổng giáo phận Fianarantsoa
  - Giáo phận Ambositra
  - Giáo phận Farafangana
  - Giáo phận Ihosy
  - Giáo phận Mananjary

Giáo tỉnh Toliara
- Tổng giáo phận Toliara
  - Giáo phận Morombe
  - Giáo phận Morondava
  - Giáo phận Tôlagnaro

### Hội đồng Giám mục Malawi
Giáo tỉnh Blantyre
- Tổng giáo phận Blantyre
  - Giáo phận Chikwawa
  - Giáo phận Mangochi
  - Giáo phận Zomba

Giáo tỉnh Lilongwe
- Tổng giáo phận Lilongwe
  - Giáo phận Dedza
  - Giáo phận Karonga
  - Giáo phận Mzuzu

### Hội đồng Giám mục Mali
Giáo tỉnh Bamako
- Tổng giáo phận Bamako
  - Giáo phận Kayes
  - Giáo phận Mopti
  - Giáo phận San
  - Giáo phận Ségou
  - Giáo phận Sikasso

### Hội đồng Giám mục Mozambique
Giáo tỉnh Beira
- Tổng giáo phận Beira
  - Giáo phận Chimoio
  - Giáo phận Gurué
  - Giáo phận Quelimane
  - Giáo phận Tete

Giáo tỉnh Maputo
- Tổng giáo phận Maputo
  - Giáo phận Inhambane
  - Giáo phận Xai-Xai

Giáo tỉnh Nampula
- Tổng giáo phận Nampula
  - Giáo phận Lichinga
  - Giáo phận Nacala
  - Giáo phận Pemba

### Hội đồng Giám mục Nam Phi
Giáo tỉnh Bloemfontein
- Tổng giáo phận Bloemfontein
  - Giáo phận Bethlehem
  - Giáo phận Keimoes-Upington
  - Giáo phận Kimberley
  - Giáo phận Kroonstad

Giáo tỉnh Cape Town
- Tổng giáo phận Cape Town
  - Giáo phận Aliwal
  - Giáo phận De Aar
  - Giáo phận Oudtshoorn
  - Giáo phận Port Elizabeth
  - Giáo phận Queenstown

Giáo tỉnh Durban
- Tổng giáo phận Durban
  - Giáo phận Dundee
  - Giáo phận Eshowe
  - Giáo phận Kokstad
  - Giáo phận Mariannhill
  - Giáo phận Umtata
  - Giáo phận Umzimkulu

Giáo tỉnh Johannesburg
- Tổng giáo phận Johannesburg
  - Giáo phận Klerksdorp
  - Giáo phận Manzini
  - Giáo phận Witbank

Giáo tỉnh Pretoria
- Tổng giáo phận Pretoria
  - Giáo phận Pietersburg
  - Giáo phận Rustenburg
  - Giáo phận Tzaneen

Vicariate of Francistown

### Hội đồng Giám mục Namibia
Giáo tỉnh Windhoek
- Tổng giáo phận Windhoek
  - Giáo phận Keetmanshoop
  - Hạt đại diện Tông toà Rundu

### Hội đồng Giám mục Niger
Giáo tỉnh Niamey
- Tổng giáo phận Niamey
  - Giáo phận Maradi

### Hội đồng Giám mục Nigeria
Giáo tỉnh Abuja
- Tổng giáo phận Abuja
  - Giáo phận Idah
  - Giáo phận Lafia
  - Giáo phận Lokoja
  - Giáo phận Makurdi
  - Giáo phận Otukpo

Giáo tỉnh Benin City
- Tổng giáo phận Benin City
  - Giáo phận Auchi
  - Giáo phận Issele-Uku
  - Giáo phận Uromi
  - Giáo phận Warri

Giáo tỉnh Calabar
- Tổng giáo phận Calabar
  - Giáo phận Ikot Ekpene
  - Giáo phận Ogoja
  - Giáo phận Port Harcourt
  - Giáo phận Uyo

Giáo tỉnh Ibadan
- Tổng giáo phận Ibadan
  - Giáo phận Ekiti
  - Giáo phận Ondo
  - Giáo phận Osogbo
  - Giáo phận Oyo

Giáo tỉnh Jos
- Tổng giáo phận Jos
  - Giáo phận Bauchi
  - Giáo phận Jalingo
  - Giáo phận Maiduguri
  - Giáo phận Shendam
  - Giáo phận Yola

Giáo tỉnh Kaduna
- Tổng giáo phận Kaduna
  - Giáo phận Ilorin
  - Giáo phận Kafanchan
  - Giáo phận Kano
  - Giáo phận Minna
  - Giáo phận Sokoto
  - Giáo phận Zaria

Giáo tỉnh Lagos
- Tổng giáo phận Lagos
  - Giáo phận Abeokuta
  - Giáo phận Ijebu-Ode

Giáo tỉnh Onitsha
- Tổng giáo phận Onitsha
  - Giáo phận Abakaliki
  - Giáo phận Awgu
  - Giáo phận Awka
  - Giáo phận Enugu
  - Giáo phận Nnewi
  - Giáo phận Nsukka

Giáo tỉnh Owerri
- Tổng giáo phận Owerri
  - Giáo phận Aba
  - Giáo phận Ahiara
  - Giáo phận Okigwe
  - Giáo phận Orlu
  - Giáo phận Umuahia

### Hội đồng Giám mục Rwanda
Giáo tỉnh Kigali
- Tổng giáo phận Kigali
  - Giáo phận Butare
  - Giáo phận Cyangugu
  - Giáo phận Gikongoro
  - Giáo phận Kabgayi
  - Giáo phận Kibungo
  - Giáo phận Nyundo
  - Giáo phận Ruhengeri

### Hội đồng Giám mục Senegal
Giáo tỉnh Dakar
- Tổng giáo phận Dakar
  - Giáo phận Kaolack
  - Giáo phận Kolda
  - Giáo phận Saint-Louis du Sénégal
  - Giáo phận Tambacounda
  - Giáo phận Thiès
  - Giáo phận Ziguinchor

### Hội đồng Giám mục Sierra Leone
Giáo tỉnh Freetown và Bo
- Tổng giáo phận Freetown và Bo
  - Giáo phận Kenema
  - Giáo phận Makeni

### Hội đồng Giám mục Sudan
Giáo tỉnh Juba
- Tổng giáo phận Juba
  - Giáo phận Malakal
  - Giáo phận Rumbek
  - Giáo phận Tombura-Yambio
  - Giáo phận Torit
  - Giáo phận Wau
  - Giáo phận Yei

Giáo tỉnh Khartoum
- Tổng giáo phận Khartoum
  - Giáo phận El Obeid

### Hội đồng Giám mục Tanzania
Giáo tỉnh Arusha
- Tổng giáo phận Arusha
  - Giáo phận Mbulu
  - Giáo phận Moshi
  - Giáo phận Same

Giáo tỉnh Dar-es-Salaam
- Tổng giáo phận Dar-es-Salaam
  - Giáo phận Dodoma
  - Giáo phận Kondoa
  - Giáo phận Mahenge
  - Giáo phận Morogoro
  - Giáo phận Tanga
  - Giáo phận Zanzibar

Giáo tỉnh Mwanza
- Tổng giáo phận Mwanza
  - Giáo phận Bukoba
  - Giáo phận Bunda
  - Giáo phận Geita
  - Giáo phận Musoma
  - Giáo phận Rulenge
  - Giáo phận Shinyanga

Giáo tỉnh Songea
- Tổng giáo phận Songea
  - Giáo phận Iringa
  - Giáo phận Lindi
  - Giáo phận Mbeya
  - Giáo phận Mbinga
  - Giáo phận Mtwara
  - Giáo phận Njombe
  - Giáo phận Tunduru-Masasi

Giáo tỉnh Tabora
- Tổng giáo phận Tabora
  - Giáo phận Kahama
  - Giáo phận Kigoma
  - Giáo phận Mpanda
  - Giáo phận Singida
  - Giáo phận Sumbawanga

### Hội đồng Giám mục Togo
Giáo tỉnh Lomé
- Tổng giáo phận Lomé
  - Giáo phận Aného
  - Giáo phận Atakpamé
  - Giáo phận Dapaong
  - Giáo phận Kara
  - Giáo phận Kpalimé
  - Giáo phận Sokodé

### Hội đồng Giám mục Trung Phi
Giáo tỉnh Bangui
- Tổng giáo phận Bangui
  - Giáo phận Alindao
  - Giáo phận Bambari
  - Giáo phận Bangassou
  - Giáo phận Berbérati
  - Giáo phận Bossangoa
  - Giáo phận Bouar
  - Giáo phận Kaga-Bandoro
  - Giáo phận Mbaïki

### Hội đồng Giám mục Uganda
Giáo tỉnh Gulu
- Tổng giáo phận Gulu
  - Giáo phận Arua
  - Giáo phận Lira
  - Giáo phận Nebbi

Giáo tỉnh Kampala
- Tổng giáo phận Kampala
  - Giáo phận Kasana–Luweero
  - Giáo phận Kiyinda–Mityana
  - Giáo phận Lugazi
  - Giáo phận Masaka

Giáo tỉnh Mbarara
- Tổng giáo phận Mbarara
  - Giáo phận Fort Portal
  - Giáo phận Hoima
  - Giáo phận Kabale
  - Giáo phận Kasese

Giáo tỉnh Tororo
- Tổng giáo phận Tororo
  - Giáo phận Jinja
  - Giáo phận Kotido
  - Giáo phận Moroto
  - Giáo phận Soroti

### Hội đồng Giám mục Zambia
Giáo tỉnh Kasama
- Tổng giáo phận Kasama
  - Giáo phận Mansa
  - Giáo phận Mpika
  - Giáo phận Mutare

Giáo tỉnh Lusaka
- Tổng giáo phận Lusaka
  - Giáo phận Chipata
  - Giáo phận Kabwe
  - Giáo phận Livingstone
  - Giáo phận Mongu
  - Giáo phận Monze
  - Giáo phận Ndola
  - Giáo phận Solwezi

### Hội đồng Giám mục Zimbabwe
Giáo tỉnh Bulawayo
- Tổng giáo phận Bulawayo
  - Giáo phận Gweru
  - Giáo phận Hwange
  - Giáo phận Masvingo

Giáo tỉnh Harare
- Tổng giáo phận Harare
  - Giáo phận Chinhoyi
  - Giáo phận Gokwe
  - Giáo phận Mutare